# Tranfjädrarna

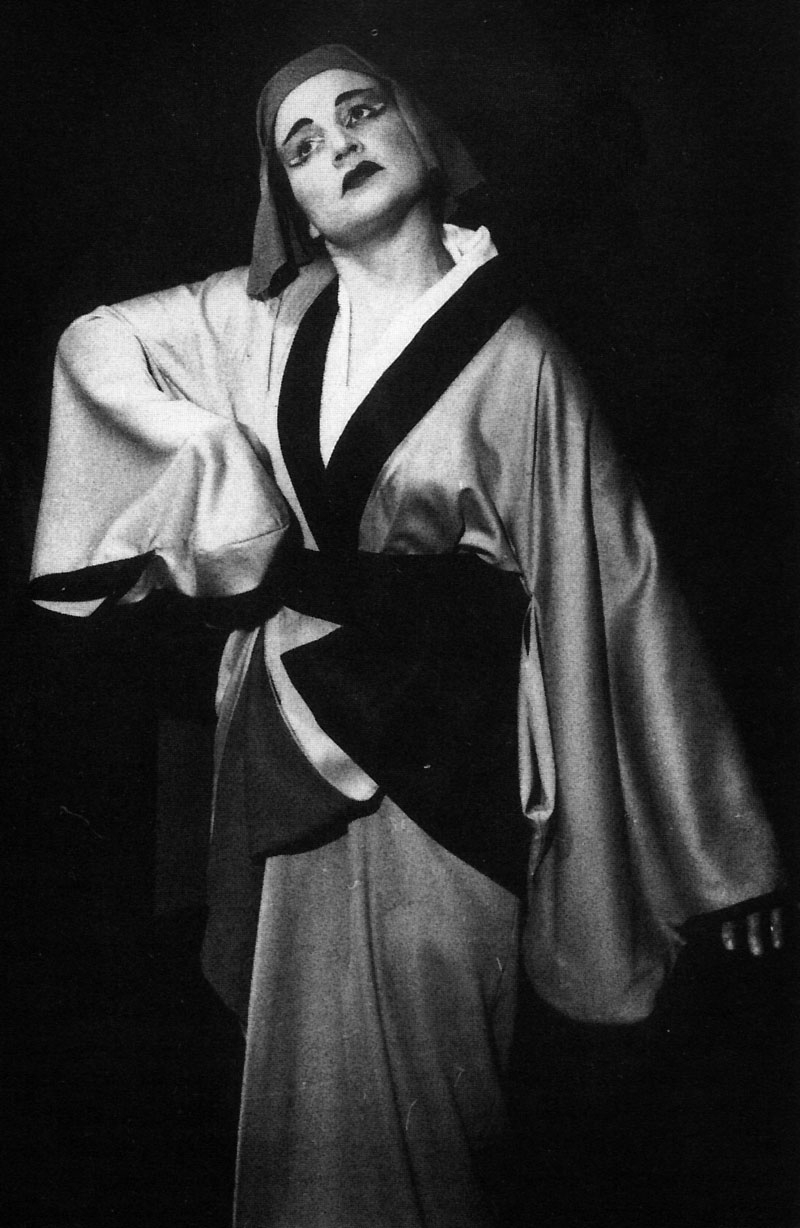
Margareta Hallin på Blancheteatern 1958.

Tranfjädrarna är en kammaropera i en akt (fem scener) med musik av Sven-Erik Bäck. Libretto av Bertil Malmberg efter en sagopjäs av Junji Kinoshita, som i sin tur bygger på en japansk saga.

## Historia
Den sagoartat suggestiva handlingen berättas med mycket enkla medel: en fint recitativartad, texttydlig sång och en varsamt karakteriserande orkestersats, där det japanska elementet nätt och jämnt antyds. 
Operan hade urpremiär på Blancheteatern i Stockholm den 19 februari 1958. Verket var dock ursprungligen beställt och framfört som radioopera 1956.

## Personer
- Yohio, en bonde (tenor)
- Tsu, hans hustru (sopran)
- Sodo, en granne (tenor)
- Unzu, en annan granne (bas)

## Handling
Operan utspelar sig i Japan under sagotid.
Bonden Yohio har en gång fångat en trana, som han emellertid återgivit friheten. Han har därefter gift sig med den märkliga Tsu, som plötsligt en dag bara kommit till hans hem. Av tranfjädrar väver hon det mest sagolika tyg, men bara på villkor att maken aldrig får se henne väva. De nyfikna grannarna Sodo och Unzo eggar Yohios girighet och vetgirighet. Han vill resa till Kejsarstaden, men för att ha råd med resan måste han sälja mer av det sköna tyget. Tsu vill inte väva mer, eftersom hon tynar bort allt mer av arbetet. Men av kärlek till Yohio sätter hon sig ånyo i vävstolen. Yohio, Sodo och Unzo kan inte motstå frestelsen att kika in i vävkammaren men ser till sin fasa att det sitter en trana i vävstolen. Nu måste Tsu lämna Yohio som brutit sitt löfte till henne. Hon var den trana han en gång räddade, men förmådde inte ta emot den förutsättningslösa kärleken.

## Diskografi
- Norrköpings symfoniorkester. Margareta Hallin, Olle Sivall, Uno Ebréus. Kammarkören, dir. Eric Ericson. LP. Swedish Society Disciofil. SLT 33183. Grammy Award. Svensk mediedatabas.